# Topologia pierścienia

Topologia pierścienia

Topologia pierścienia (ang. ring topology) – jedna z fizycznych topologii sieci komputerowych. Komputery połączone są za pomocą jednego nośnika informacji w układzie zamkniętym – okablowanie nie ma żadnych zakończeń (tworzy krąg). W ramach jednego pierścienia można stosować różnego rodzaju łącza. Długość jednego odcinka łącza dwupunktowego oraz liczba takich łączy są ograniczone. Sygnał wędruje w pętli od komputera do komputera, który pełni rolę wzmacniacza regenerującego sygnał i wysyłającego go do następnego komputera.
W większej skali, sieci LAN (ang. Local Area Network) mogą być połączone w topologii pierścienia za pomocą grubego przewodu koncentrycznego lub światłowodu. Transmisja danych w pętli realizowana jest najczęściej z wykorzystaniem metody przekazywania żetonu dostępu. Żeton dostępu jest określoną sekwencją bitów zawierających informację kontrolną. Otrzymanie żetonu przez określone urządzenie w sieci pozwala mu na realizację transmisji danych. Każda sieć posiada tylko jeden żeton dostępu. Komputer wysyłający, usuwa żeton z pierścienia i wysyła dane przez sieć. Każdy komputer przekazuje dane dalej, dopóki nie zostanie znaleziony komputer, do którego pakiet jest adresowany. Następnie komputer odbierający wysyła komunikat do komputera wysyłającego o otrzymaniu danych. Po weryfikacji, komputer wysyłający tworzy nowy żeton dostępu i wysyła go do sieci, aby następne urządzenie mogło zrealizować transmisję danych.

## Zalety
- małe zużycie przewodów
- możliwość zastosowania łącz optoelektronicznych, które wymagają bezpośredniego nadawania i odbierania transmitowanych sygnałów

## Wady
- awaria pojedynczego przewodu lub komputera powoduje przerwanie pracy całej sieci jeśli nie jest zainstalowany dodatkowy sprzęt
- złożona diagnostyka sieci
- trudna lokalizacja uszkodzenia
- pracochłonna rekonfiguracja sieci
- wymagane specjalne procedury transmisyjne
- dołączenie nowych stacji jest utrudnione, jeśli w pierścieniu jest wiele stacji,
- sygnał krąży tylko w jednym kierunku